# Celestino Schiaparelli
Celestino Schiaparelli (* 14. Mai 1841 in Savigliano; † 1919 in Rom), jüngerer Bruder des Astronomen Giovanni Virginio Schiaparelli und Vater der Stilistin Elsa Schiaparelli, war ein italienischer Arabist und Schüler von Michele Amari. Von 1873 bis 1874 war er Professor der Arabistik am Institut für Höhere Studien von Florenz, danach an der Universität Rom von 1875 bis 1916, außerdem von 1885 bis 1903 erster Bibliothekar der Accademia Nazionale dei Lincei. Seine Studien widmete er im Besonderen den Beziehungen zwischen der islamischen Welt und italienischen Staaten des Mittelalters. Wie sein Bruder war er ebenfalls Mitglied der Accademia delle Scienze di Torino.

## Werke
- "Vocabulista in arabico" (1871)
- L'Italia descritta nel Libro del re Ruggero compilato da Edrisi. Testo Arabo pubblicato con versione e note per M. Amari e C. Schiaparelli, Roma 1883
- Eine Edition des Diwan von Ibn Hamdis (1897)
- Übersetzung der Riḥla von Ibn Dschubair (1906)